# Condaghe di San Pietro di Silki
Il Condaghe di San Pietro di Silki  redatto in sardo fra il 1065-1180 è un manoscritto membranaceo, costituito da 5 elementi che formano un unico volume.
Il condaghe contiene per lo più atti che certificano i movimenti delle proprietà mobili e immobili dei conventi e le controversie relative.
Il documento apparteneva al monastero delle monache benedettine annesso alla Chiesa di San Pietro di Silki a Sassari.
All'inizio del XIII secolo, le monache abbandonarono il monastero, che fu occupato, alla metà del XV secolo, dai francescani osservanti. Questi ultimi presero in custodia il codice, forse ancora consci del suo valore giuridico..

## Storia e edizioni del testo
Il testo del condaghe di San Pietro di Silki, ci è pervenuto in un codice membranaceo conservato per secoli presso il monastero omonimo e poi, con la sua soppressione dopo le leggi eversive, passato alla Regia Biblioteca Universitaria di Sassari, dove fu acquistato dall'allora direttore Giuliano Bonazzi che ne curò nel 1901 la prima edizione critica.
Attualmente il documento è conservato presso la sala manoscritti della Biblioteca universitaria di Sassari.